# 维索科格尔河
维索科格尔河（俄语：Река Высокогорская），又称金子河（俄语：Река Кенцухе, Река Кинцуха），是滨海边疆区卡瓦列羅沃區的河流，源起公路山，长50公里，流域面积528平方公里，在距戈尔诺列琴村下约1公里处注入泽尔卡尔纳亚河。河与 05Н-100 公路大概平行，在戈尔诺列琴村附近公路穿过河上，Р447 公路也跨过河上。1972年改为现名。

## 引用
1. ↑  А·П·穆拉诺夫. . 列宁格勒: 气象出版社. 1966 （俄语）.
2. ↑  . 列宁格勒: 气象出版社 （俄语）.
3. ↑  Т·А·基谢尔科瓦娅. . 列宁格勒: 气象出版社. 1977 （俄语）.
4. ↑   (PDF). www.vladcity.com. （原始内容 (PDF)存档于2011-07-17）.